# Тарасов, Роман Андреевич
Рома́н Андре́евич Тара́сов (13 октября 1993, Ижевск) — российский лыжник, выступает в составе российской национальной сборной начиная с 2010 года. Чемпион мира U23 в эстафетной гонке Чехия Либериец , Серебряный призёр чемпионата России в командном спринте свободным стилем, чемпион Спартакиады учащихся России, победитель и призёр всероссийских первенств в разных возрастных категориях, мастер спорта России по лыжным гонкам. На соревнованиях представляет Удмуртию и спортивный клуб «Ижсталь».

## Биография
Роман Тарасов родился 13 октября 1993 года в городе Ижевске Удмуртской республики. Активно заниматься лыжным спортом начал с раннего детства, проходил подготовку в ижевской Специализированной детско-юношеской спортивной школе олимпийского резерва «Ижсталь» под руководством тренера-преподавателя Петра Гавриловича Вичужанина и заслуженного тренера Удмуртии Эдуарда Владимировича Михайлова.
Впервые заявил о себе ещё в сезоне 2010 года, когда попал в число лучших лыжников России в своей возрастной группе. Вошёл в состав российской юниорской сборной и рассматривался в числе кандидатов на участие в чемпионате мира среди юниоров. В 2011 году завоевал серебряную медаль на молодёжном первенстве России, после чего побывал на мировом первенстве среди юниоров и на молодёжном Олимпийском фестивале в Чехии, где выиграл бронзовую медаль в гонке свободным стилем. Также в этом сезоне одержал победу на Спартакиаде учащихся России и на молодёжном первенстве России в марафонской индивидуальной гонке на 50 км. В 2013 году на юниорском первенстве России в Мончегорске был лучшим в гонке на 50 км свободным стилем с общего старта.
Первого серьёзного успеха на взрослом всероссийском уровне добился в сезоне 2014 года, когда попал в основной состав сборной команды Удмуртской республики и побывал на чемпионате России в Тюмени, где вместе с напарником Кириллом Вичужаниным завоевал серебряную медаль в командной спринтерской гонке свободным стилем — на финише их обошли только представители Тюменской области Евгений Белов и Глеб Ретивых, получившие золото. За выдающиеся достижения в спорте Роман Тарасов удостоен звания мастера спорта России по лыжным гонкам.
Имеет высшее образование, в 2015 году окончил Владимирский юридический институт Федеральной службы исполнения наказаний.